# Ken Lerner
 (mars 2019).
Si vous disposez d'ouvrages ou d'articles de référence ou si vous connaissez des sites web de qualité traitant du thème abordé ici, merci de compléter l'article en donnant les références utiles à sa vérifiabilité et en les liant à la section « Notes et références ».
Pour les articles homonymes, voir Lerner.
Ken Lerner, né le 27 mai 1948 à Brooklyn, est un acteur américain. Il est le frère de Michael Lerner et le père (ainsi que le coach) de Sam Lerner.

## Biographie
En 1975, il arrive à Los Angeles, après des études à New York avec Stella Adler. Il entre immédiatement dans le casting de Happy Days.
Le même mois, Ken est à la tête de l'AFI film, Hot Tomorrows. Ce film de Marty Brest est allé au festival du cinéma à New York et Los Angeles et devient culte.
Ken a continué à travailler à la télévision, rendant son visage reconnaissable partout où il va. Il a joué dans plus de 50 émissions de télévision, y compris New York Police Blues, Chicago Hope, ER, Buffy the Vampire Slayer, Juge Amy, The Drew Carey Show, Dharma et Greg, Friends, Beverly Hills 90210, JAG, LA Law, Family Ties, Newhart Le Commish et Hill Street Blues.

## Filmographie

### Cinéma
- 1979 : Gas Pump Girls : Peewee (un membre des motards Vultures)
- 1980 : Ça va cogner : Tony Paoli Jr
- 1987 : Project X : Finley
- 1987 : The Running Man : Agent
- 1989 : Susie et les Baker Boys : Ray
- 1989 : Hit List de William Lustig : Gravenstein
- 1990 : RoboCop 2 d'Irvin Kershner : Delaney
- 1990 : L'Exorciste 3 : Dr Freedman
- 1991 : Le Docteur : Pete
- 1991 : Hit Man, un tueur de Roy London
- 1992 : Obsession fatale : Roger Graham
- 1998 : Supersens : Dean Barlow
- 1999 : Une vie à deux : Dr Rifkin
- 2003 : National Security : l'avocat de Hank
- 2006 : Un seul deviendra invincible : Dernier Round : Phil

### Télévision
- 1975 - 1983 : Happy Days (10 épisodes) : Rocco Baruffi
- 1989 : Columbo : Fantasmes (Sex and the Married Detective) (Série) : Dr. Walter Neff
- 1996 : Buffy contre les vampires (Série, 4 épisodes) : Principal Flutie
- 1994 - 1999 : La Vie à tout prix (7 épisodes) : Jonathan Saunders
- 2004 : Scrubs (Série) : Cheers Writer
- 2009 : Desperate Housewives (saison 5, épisodes 17 et 18) : Dr Bernstein
- 2013 : The Big Bang Theory : Dr Schneider (saison 6, épisode 4)
- 2014 : The League : Rabbi  (1 épisode)
- 2015 : Grace et Frankie : Elliott (1 épisode)